# Ликир-Гомпа
Ликир-Гомпа — буддийский монастырь в Ладакхе, северная Индия, в Лех. Она живописно расположена на невысоком холме в долине около Инда и деревне в км западнее Леха. Саспол примерно в 9,5 км севернее Сринагара по дороге на Лех. Он принадлежит школе Гэлуг и основан в 1065 году ламой Дуванг Чосдже по приказу пятого царя Ладакха, Лхачен Гьялпо.
Раньше Ликир стоял на оживлённом торговом пути через Тингмосганг, Хемис на Ликир и Лех.

## История
Летописи говорят о царе Лхачен Гьялпо (Lha-chen-rgyal-po) (ок. 1050—1080 нэ) — основавшем монастырь. Название значит «Нага— Окружённый», якобы это тела двух великих нагов, Нага-раджей, Нанды и Таксако. В начале это был кадампинский монастырь.
В 1909 году Франкл прочитал на стене история монастыря, он скопировал и перевёл её:
«Царь Lha-chen-rgyal-po основал монастырь в 11-м веке. В 15 веке, лама Lha-dbang-chos-rje [ученик Цонкапа] обратил монастырь в Ge-lug-pa , и монастырь был заново основан как гелугпинский. Через семь поколений после Lha-chen-rgyal-po царь Lha-chen-dngos-grub м[ок. 1290—1320] приказал отправлять в Лхасу на учёбу монахов. Это подтверждает слова в rGyal-rabs»
18-й царь bDe-legs-rnam-rgyal стал вероотступником после битвы при Басго в 1646—1647, он принял ислам. Надпись датируется правлением царя Thse-dbang-rnam-rgyal II (Тсеванг Намгьял II, ок. 1760—1780), который ремонтировал монастырь после пожара.

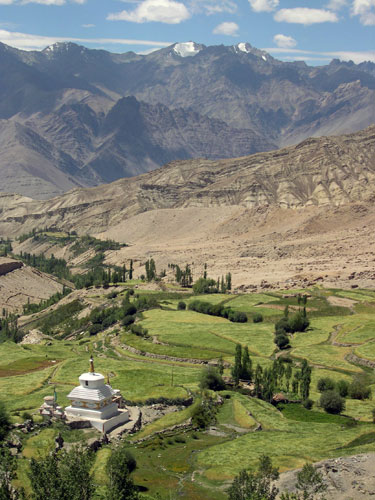
Вид на монастырь

Ниже монастыря был большой чортен с фресками Цонкапы и других важных лам. «Нарисованные выше двери, очень странная фигура — выглядит как Srong-btsan-sgam-po (Сонгцэн Гампо). Мне сказали, что это лама времён Srong-btsan-sgam-po. У фигуры длинная остроконешная шапка белого цвета и две шкуры леопарда под мышками». В нижней части чортена была квадратная комнатка и второй лама сказал мне, что это осталось от первого храма Лхачена Гьялпо.
Примерно 120 монахов и школа в гомпе, в которой почти 30 учащихся. Central Institute of Buddhist Studies преподаёт на трёх языках, хинди, санскрит и английский. Каждый год там проводят Досмочей, ассамблею жертвенных обетов и танцев, которая проводится 27-29 день 12 месяца тибетского года.
Здесь бывает Нгари Ринпоче, настоящим воплощением которого является младший брат Далай Ламы. Он не постоянно живёт здесь, но приезжает на важные пуджи.

## Строения и интерьер

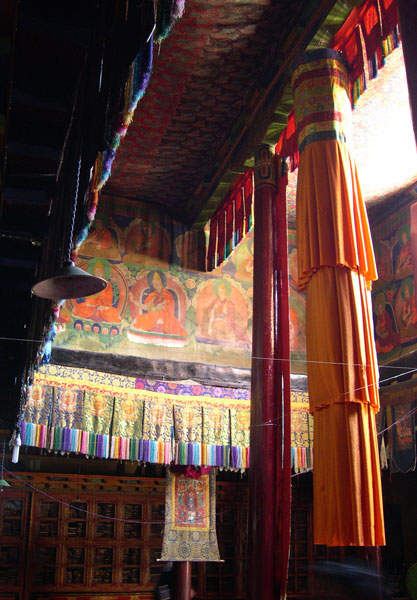

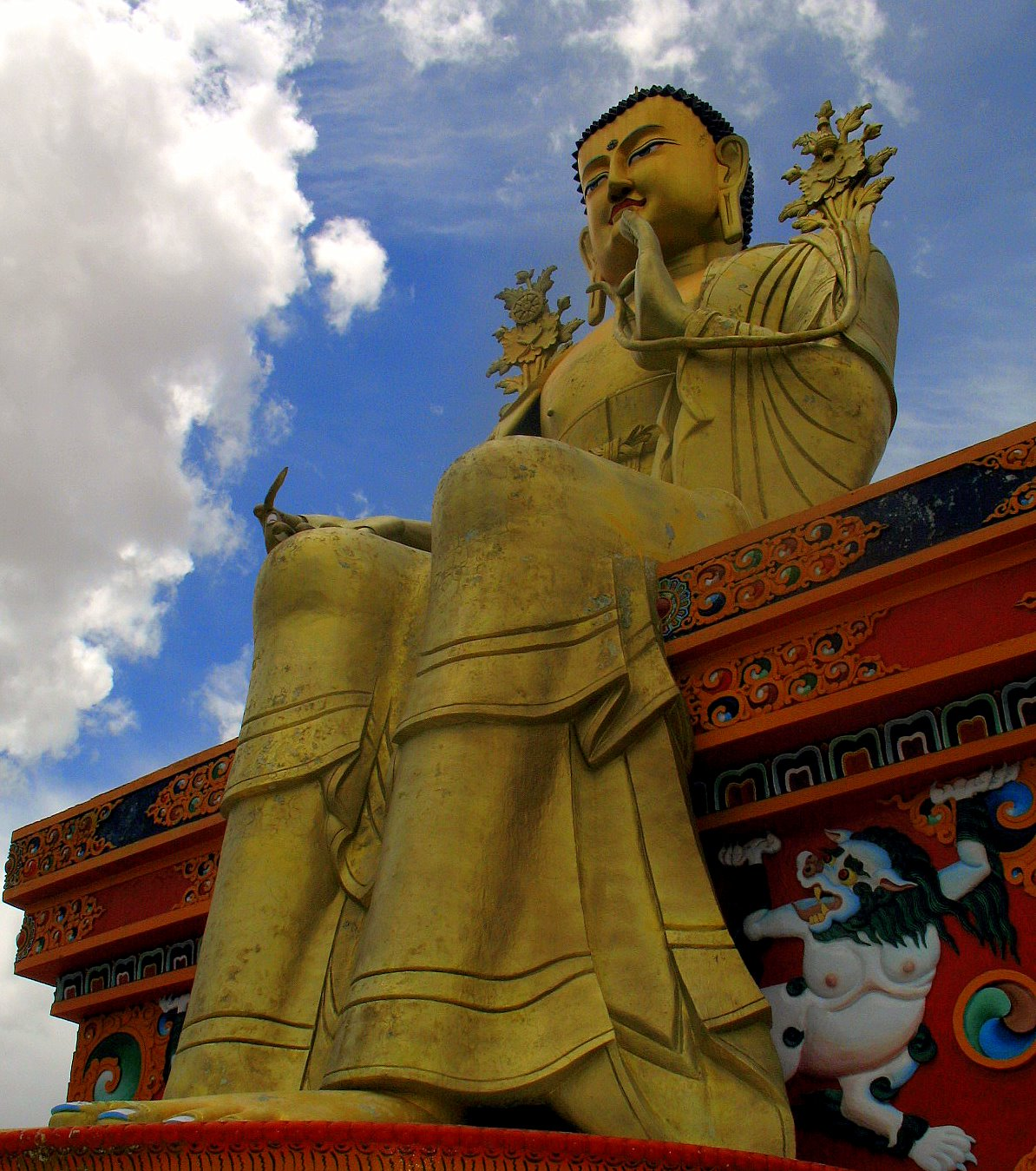
Шакьямуни, 7 метров 62 сантиметра

Два зала собраний, называемых «дукханг» — один старый направо от главного дворика и 6 рядами сидений лам и троном настоятеля. Дукханг содержит статую Бодхисаттв, Амитабха, три большие статуи Шакьямуни, Майтрейя и Цонкапа, основателя гелуг. На веранде тханки защитников четырёх направлений и колесо жизни в руках у Яма и во дворе редкое дерево юпитера. В Дукханге стоят стеклянные шкафы с ганджуром и данджуром и висят свёрнутые тханки Шакьямуни и божеств-защитников Ликира. В монастыре хранятся старые рукописи, большие коллекции тханок, старые костюмы и горшки. Сидящая семи с половиной метровая статуя Шакьямуни.

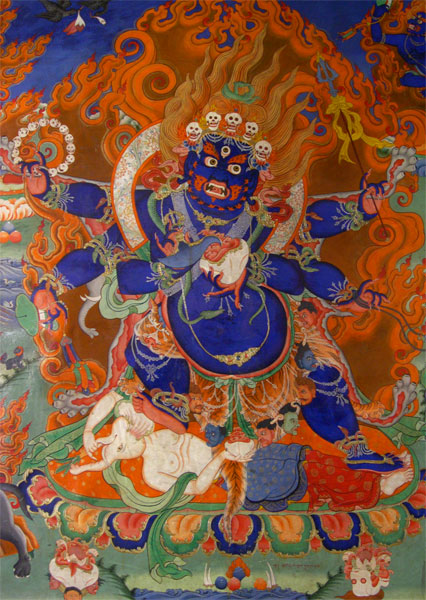
Махакала-тханка в Ликире

Новый Дукханг, около 200-летней давности, находится по диагонали от входа во двор, Авалокитешвара в 1000 руками 11 головами. Книжные шкафы стоят по сторонам статуи, с томами Сумбум, описывающими жизнь и учение Цонкапы. Левая сторона изображает 35 будд покаяния с Шакьямуни во главе.
Лестница ведёт из зала во двор после чего Зинчун, где находится комната Верховного Ламы, где хранятся ценнейшие тханки, изображения лам, и 21 проявление Белой Тары, супруги Авалокитешвары Затем в Гонгханг, где хранятся изображения защищающих божеств, туда надо спуститься по лестнице вне двора комнаты Верховного Ламы. Гонгханг создан в 1983 году, когда монастырь претерпел обновление и был завершён через год. Стены Гонгханга украшены божествами, также и стеклянный фасад в комнате пред Гонгхангом.

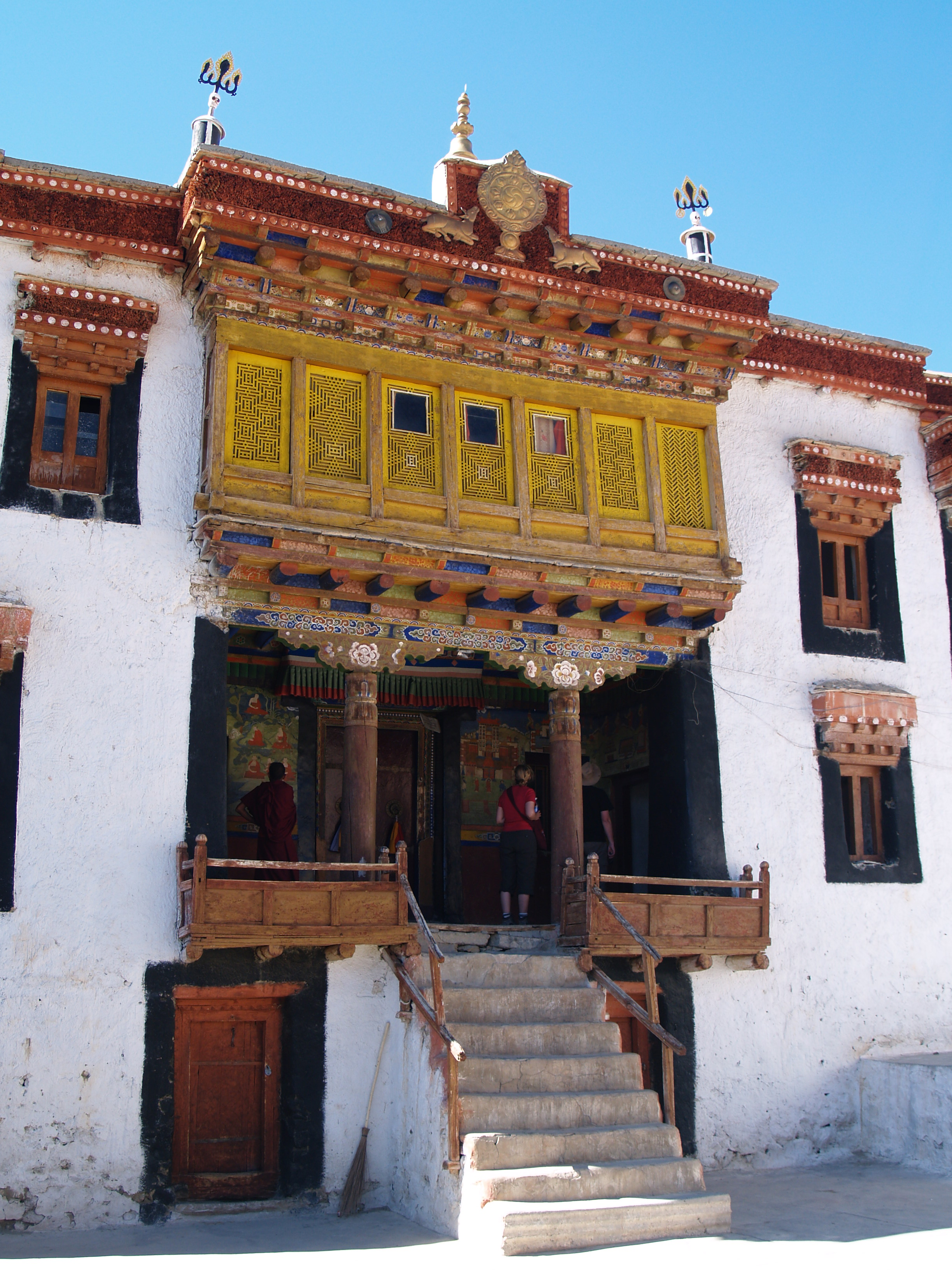
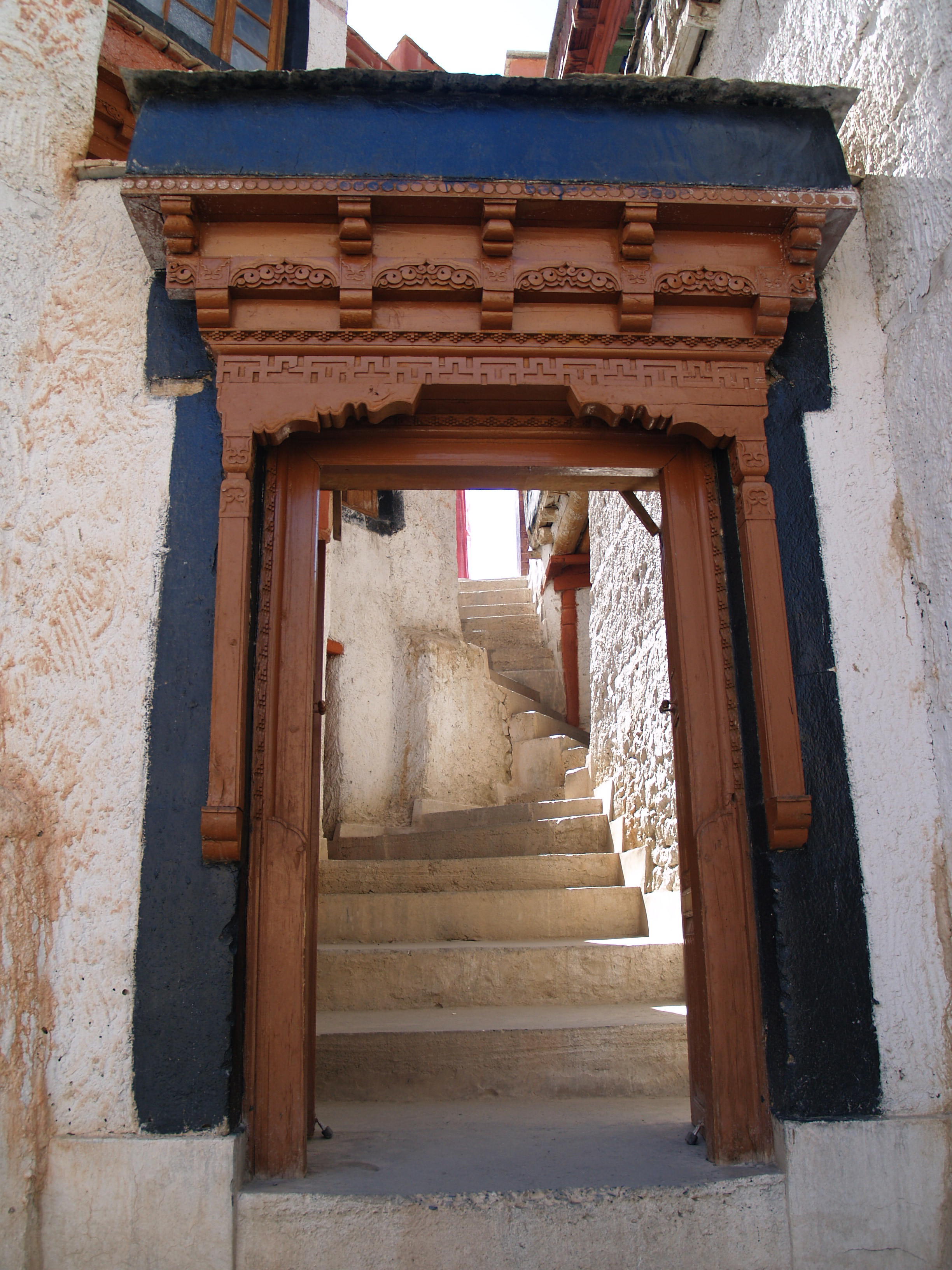
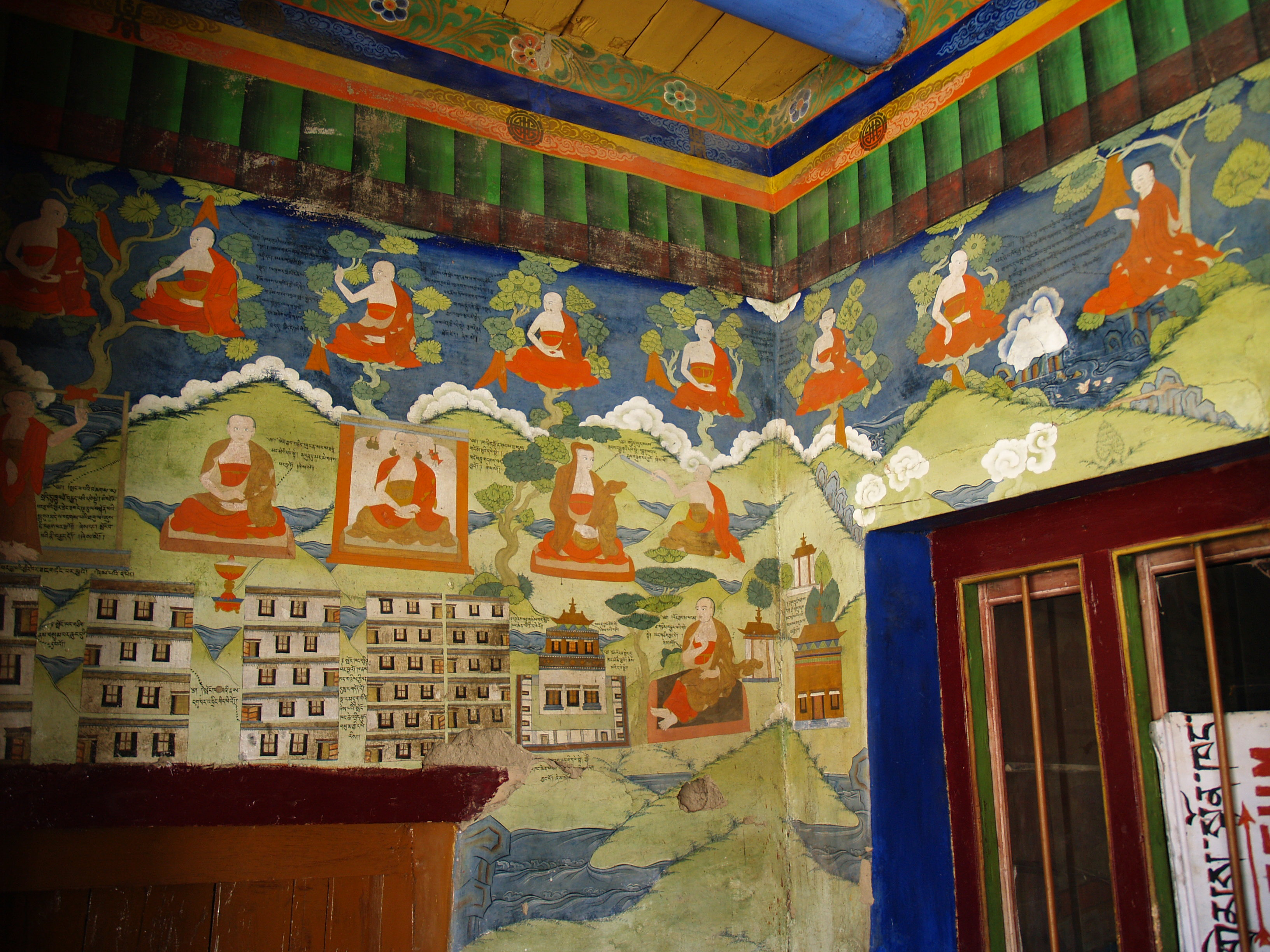
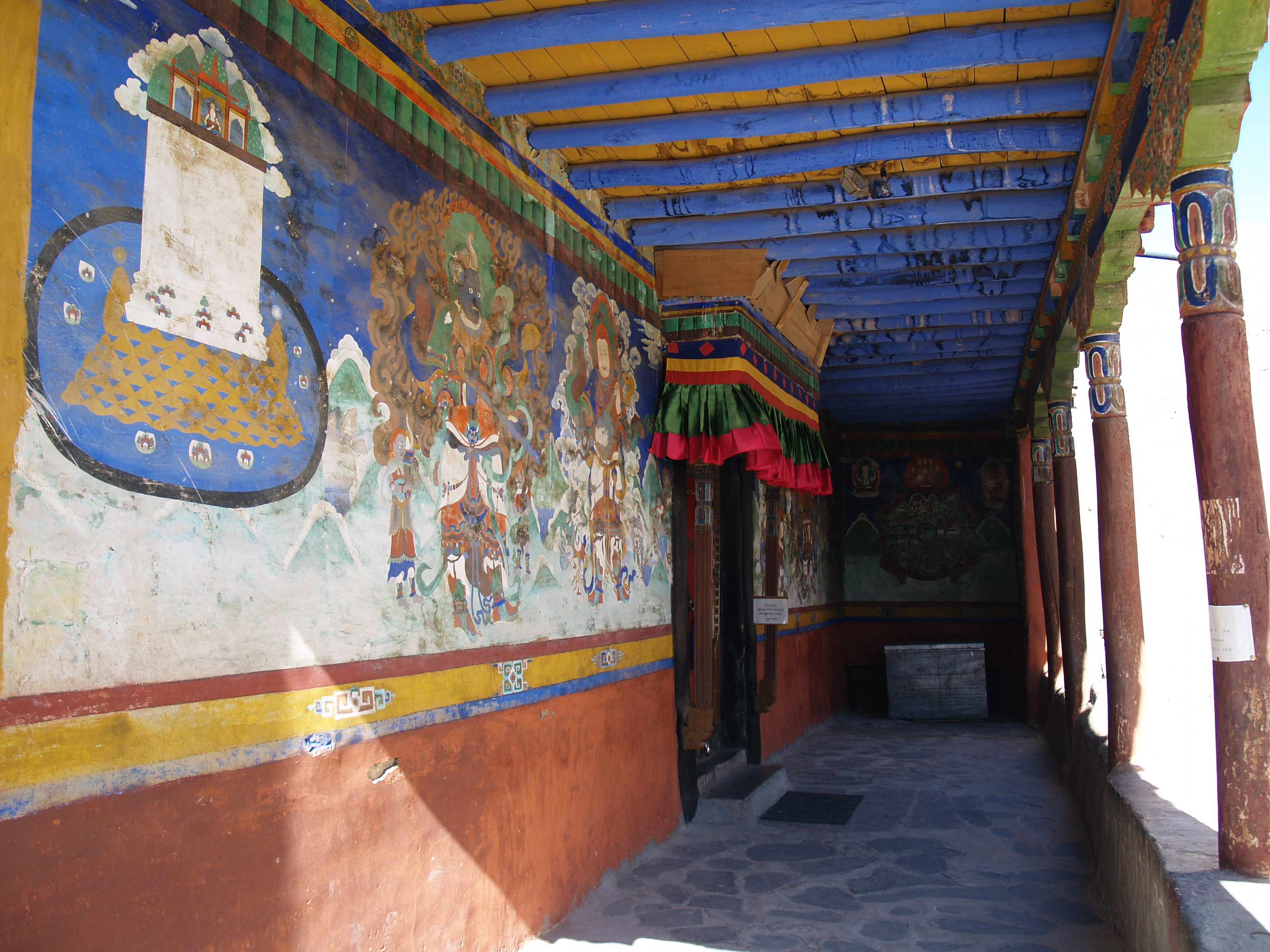
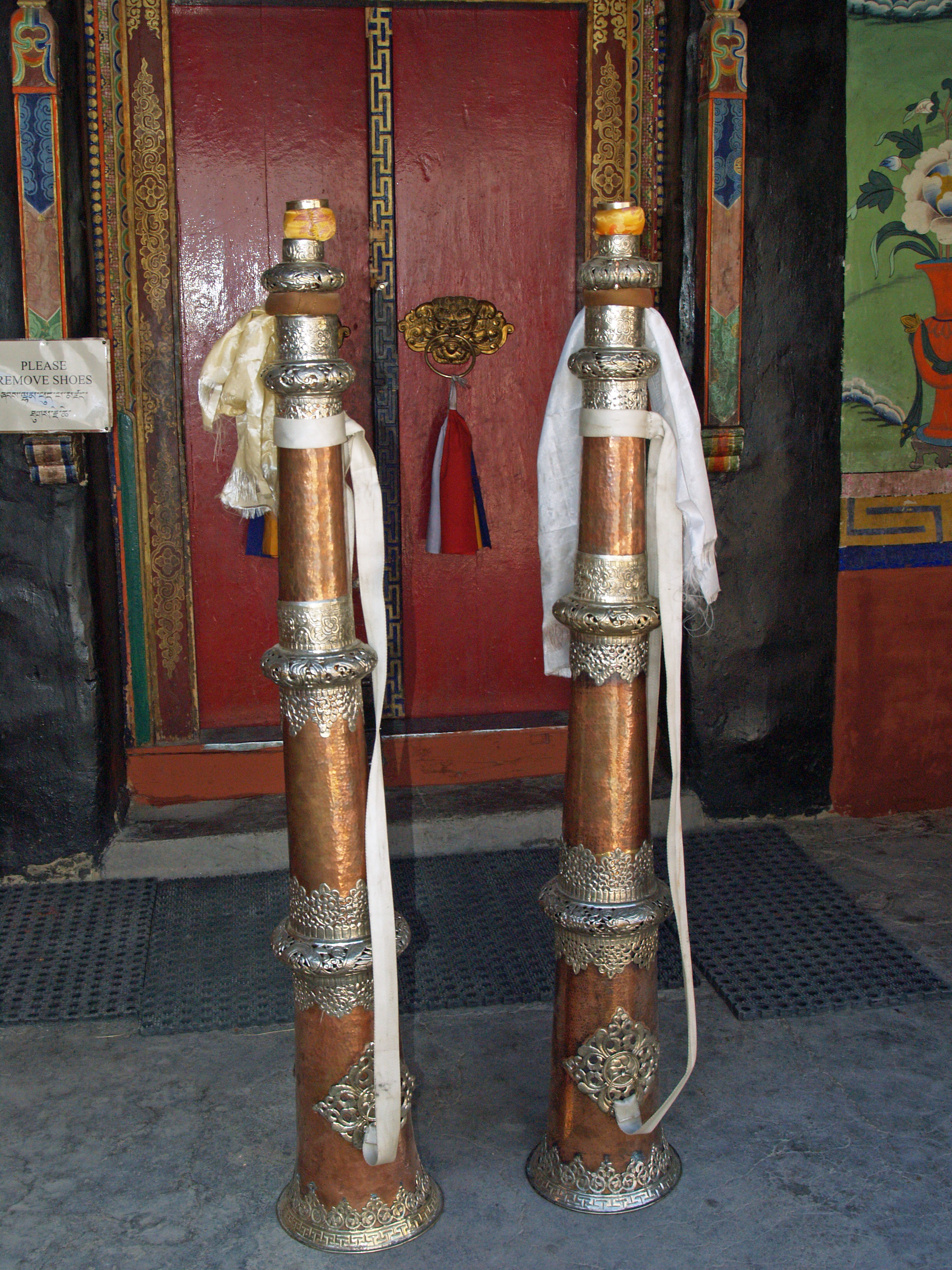